# Gisela Bell

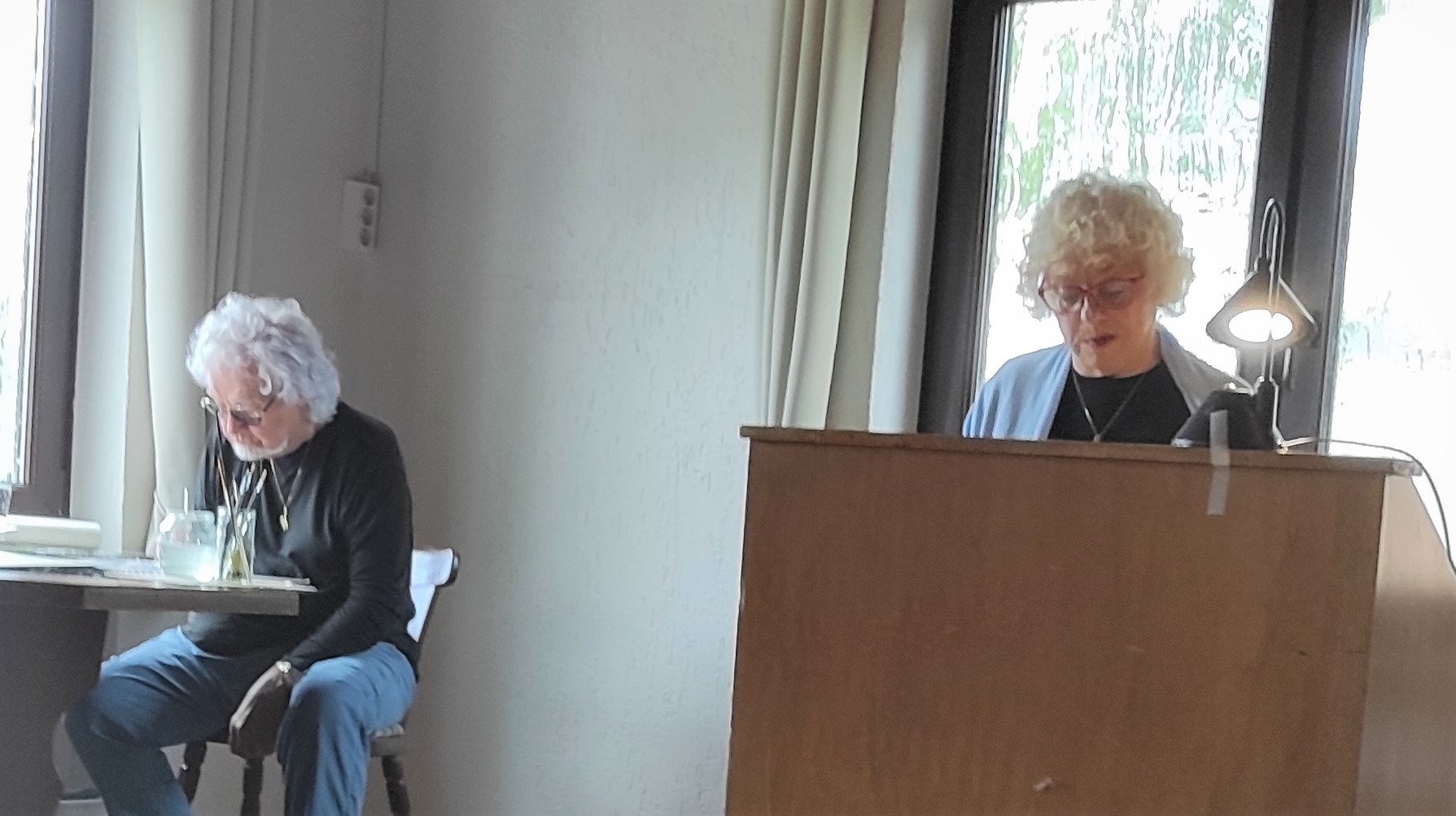
Gisela Bell und Dieter Stoll bei einer Veranstaltung in Bliesransbach (Mai 2022)

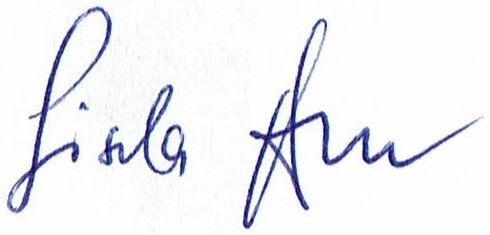
Gisela Bell Unterschrift

Gisela Bell (* 20. Januar 1949 in Saarbrücken-Ottenhausen) ist eine deutsche Chefsekretärin, Schauspielerin und Autorin.

## Leben
Bell erlernte den Beruf „Industriekaufmann“ und arbeitete bis zum Eintritt in den Ruhestand als Chefsekretärin bei der französischen Auto-Firma Peugeot im Saarland.
Über zwei Jahrzehnte war Bell Mitglied der „gruppe 63 saarbrücken“ eines Amateur-Theaters-Ensembles. Sie hat zahlreiche Rollen verkörpert, wie z. B. die Welt im Großen Welttheater von Pedro Calderón de la Barca, die Buhlschaft im Jedermann von Hugo von Hofmannsthal und immer wieder Bösewichte, wie Hexen, Gnome, Zauberer in Kinderstücken und Märchen. Sie war Mitglied des Sulzbacher Stadtkabaretts. Sie schreibt Gedichte,  Geschichten in Mundart rheinfränkisch (Saarbrigga Platt), Schriftdeutsch und hat Bücher veröffentlicht. Bell ist in zahlreichen Anthologien vertreten.
Gisela Bell spricht in ihren kurzen und mitreißenden Texten die Alltagserfahrungen und allgemeinen menschlichen Erfahrungen an, so dass sie mit ihren Pointen und Anmerkungen alle erreicht und damit aus dem Publikum immer ein Feedback bekommt. Häufig überrascht sie die Zuhörer mit unerwarteten Sichtweisen oder der Darstellung des allzu Menschlichen in einer durch die Mundart bedingten Direktheit. Die Liebe zur Natur und Schöpfung wird immer wieder deutlich, wenn sie die bewussten Zerstörungen durch den Menschen, etwa durch den Krieg oder das ungebremste Profitdenken anspricht. Dabei vergisst sie nicht unser gedankenloses Verhalten etwa bei Schottergärten oder der Nahrungsmittelverschwendung anzusprechen. Auch zeichnet sie gekonnt typische Verhaltensmuster des Menschen in den verschiedenen Altersstufen nach, etwa das Imponiergehabe des Jugendlichen oder die Autofixierung der Männer.
Im Jahr 2001 zählte sie zu den sechs Gründungsmitgliedern der Bosener Gruppe und auf der Homepage der Gruppe wurden einige Mundartgedichte von ihr mit Video eingestellt.
Bell ist verheiratet mit dem Maler Dieter Stoll und lebt in Überherrn. Gemeinsam treten sie bei Veranstaltungen und Lesungen auf.

## Veröffentlichungen
- Unterwegs – Logos-Verlag, Saarbrücken 1993, ISBN 978-3-928598-81-1
- Seit Du fort bist – Verlag u. Druckerei Paquet, Überherrn 1997, ISBN 978-3-9802785-7-7
- Zeitträume – Verlag Pirrot, Saarbrücken 2003, ISBN 978-3-930714-93-3
- Das Leben ist bunt und schön (meistens) -  Gedanken und Kurzprosa, Book on Demand, Norderstedt 2024, ISBN 9783769317633
- Ich hab mir ein Schloss gebaut - Gedanken und Gedichte, Book on Demand, Norderstedt 2024, ISBN 978-3-7597-8714-9

## Auszeichnungen
- Preisträgerin des Saarländischen Rundfunk-Mundartwettbewerbs: 1988, 1990, 1992, 1994, 2024
- Goldener Schnawwel 1991
- Gemeinde Bockenheim 2001
- Saarländischer Mundartpreis 2017 – 3. Preis Kurztexte
- Saarländischer Mundartpreis 2019 – 1. Preis Kurztexte